# Club Esportiu Castelló 2002/03
La temporada 2002/03 va ser la 80a des de la fundació del CE Castelló. Durant aquesta campanya l'equip orellut va trencar la dinàmica descendent que portava des de feia gairebé una dècada. Amb l'arribada de José Luis Oltra a la banqueta la situació es capgirà, proclamant-se campions del grup III de la Segona B amb un registres difícilment igualables. No debades, el Castelló va aconseguir batre rècord de victòries consecutives de la categoria que tenia la UD Salamanca, deixant-lo en 27. Però tota aquesta magnífica trajectòria no va obtindre els seus fruits en no poder superar el Ciudad de Murcia en els dos partits decisius de la lligueta d'ascens. Aquest doble duel va marcar també l'inici de la desavinença de la graderia de Castàlia amb el club murcià i el seu president, Enrique Pina.

## Plantilla

### Jugadors
| Núm. | Pos. |                     | Jugador         | Procedència       | Temporada |
| ---- | ---- | ------------------- | --------------- | ----------------- | --------- |
|      | POR  | Extremadura         | Cantero         | Burgos CF         | 2002/03   |
|      | POR  | Catalunya           | Xavi Oliva      | Nàstic            | 2002/03   |
|      | POR  | Catalunya           | Xavi Valero     | CD Logroñés       | 2000/01   |
|      | DEF  | País Valencià       | Dealbert        | Castelló B        | 2001/02   |
|      | DEF  | País Valencià       | Espeleta        | Mérida            | 2002/03   |
|      | DEF  | País Valencià       | Javi Cuevas     | Castelló B        | 2001/02   |
|      | DEF  | Galícia             | Miguel Figueira | Llevant UE        | 2001/02   |
|      | DEF  | País Valencià       | Mora            | Castelló B        | 2000/01   |
|      | DEF  | Andalusia           | Paco Mije       | Sevilla B / Ceuta | 2001/02   |
|      | DEF  | Comunitat de Madrid | Palacios        | SC Campomaiorense | 2001/02   |
|      | MIG  | País Valencià       | Abel Buades     | Calahorra         | 2002/03   |
|      | MIG  | País Valencià       | Castell         | Castelló B        | 2001/02   |
|      | MIG  | Castella - la Manxa | Chito           | Almería           | 2001/02   |
|      | MIG  | País Valencià       | Héctor Mohedo   | Castelló B        | 2000/01   |

| No. | Posició |                     | Jugador         | Procedència       | Temporada |
| --- | ------- | ------------------- | --------------- | ----------------- | --------- |
|     | MIG     | Cantàbria           | Javi Higuera    | Castelló B        | 2001/02   |
|     | MIG     | País Valencià       | Javi Sanchis    | Vila-real CF      | 1999/00   |
|     | MIG     | Regió de Múrcia     | Juanjo          | Onda              | 2002/03   |
|     | MIG     | País Valencià       | Juan Navarro    | Albacete Balompié | 2000/01   |
|     | MIG     | País Valencià       | Roberto Tomás   | Castelló B        | 2000/01   |
|     | MIG     | Catalunya           | Xavi Gràcia     | Onda              | 2002/03   |
|     | DAV     | Melilla             | Nacho Aznar     | Atlético B        | 2002/03   |
|     | DAV     | País Valencià       | Marcos          | Real Jaén         | 2002/03   |
|     | DAV     | Andalusia           | Quero           | Zamora            | 2002/03   |
|     | DAV     | Aragó               | Paco Salillas   | Llevant UE        | 2001/02   |
|     | DAV     | País Valencià       | Vicente Roberto | Castelló B        | 2001/02   |
| F   | POR     | Comunitat de Madrid | Medina          | Santa Ana         | 2002/03   |
| F   | DEF     | País Valencià       | Ernesto Diago   | Castelló B        | 2002/03   |
| F   | MIG     | País Valencià       | Rafa Besalduch  | Castelló B        | 2002/03   |

#### Altes
| Núm. | Posició |               | Jugador     | Procedència            | Preu | Mercat  |
| ---- | ------- | ------------- | ----------- | ---------------------- | ---- | ------- |
|      | POR     | Catalunya     | Xavi Oliva  | Gimnàstic de Tarragona | ?    | Estiu   |
|      | DEF     | País Valencià | Espeleta    | UD Mérida              | ?    | Estiu   |
|      | MIG     | País Valencià | Abel Buades | CD Calahorra           | ?    | Estiu   |
|      | MIG     | Múrcia        | Juanjo      | CD Onda                | ?    | Estiu   |
|      | MIG     | Catalunya     | Xavi Gràcia | CD Onda                | ?    | Estiu   |
|      | DAV     | País Valencià | Marcos      | Real Jaén              | ?    | Estiu   |
|      | DAV     | Andalusia     | Quero       | Zamora CF              | ?    | Estiu   |
|      | POR     | Extremadura   | Cantero     | Burgos CF              | ?    | Octubre |
|      | DAV     | Melilla       | Nacho Aznar | Atlètic de Madrid B    | ?    | Hivern  |

#### Baixes
| Núm. | Posició |                   | Jugador       | Destinació             | Preu | Mercat |
| ---- | ------- | ----------------- | ------------- | ---------------------- | ---- | ------ |
|      | POR     | Navarra           | Asiain        | Peña Sport             | 0 €  | Estiu  |
|      | POR     | País Valencià     | Óscar Sidro   | UD Puertollano         | 0 €  | Estiu  |
|      | DEF     | País Valencià     | Rubén García  | CD Onda                | ?    | Estiu  |
|      | DEF     | Aragó             | David Ruiz    | UDA Gramenet           | ?    | Estiu  |
|      | DEF     | Andalusia         | Hermosín      | SD Huesca              | 0 €  | Estiu  |
|      | DEF     | País Valencià     | Elies         | CD Burriana            | ?    | Estiu  |
|      | DEF     | França            | Vivian Dors   | Real Avilés Industrial | ?    | Estiu  |
|      | MIG     | Canàries          | Ángel Luis    | Real Avilés Industrial | ?    | Estiu  |
|      | MIG     | Andalusia         | Francis       | CP Cacereño            | ?    | Estiu  |
|      | MIG     | Euskadi           | Joseba Agirre | CE l'Hospitalet        | 0 €  | Estiu  |
|      | MIG     | País Valencià     | Ramón Debón   | CD Onda                | ?    | Estiu  |
|      | MIG     | Argentina         | Uriel         | Real Avilés Industrial | ?    | Estiu  |
|      | DAV     | Galícia           | Dani Bouzas   | CD Logroñés            | ?    | Estiu  |
|      | DAV     | Castella-La Manxa | Soriano       | València B             | ?    | Estiu  |
|      | MIG     | Cantàbria         | Javi Higuera  | CF Reus Deportiu       | ?    | Hivern |
|      | MIG     | Catalunya         | Besora        | Terrassa FC            | ?    | Maig   |

### Cos tècnic
- Entrenador: José Luis Oltra.
- Segon entrenador: Emili Isierte
- Preparador físic: Jorge Simó.
- Metge: Luís Tàrrega i Pedro Javier Serrano.
- Fisioterapèuta: Pablo Granell i Alfonso Calvo.
- Director esportiu: Fernando Gómez Colomer.
- Secretari tècnic: Pepe Heredia.